# Víctor Montero
Víctor Manuel Montero Castañeda – wenezuelski zapaśnik walczący w stylu klasycznym. Wicemistrz mistrzostw panamerykańskich w 2015. Zajął 25 miejsce na mistrzostwach świata juniorów w 2015 roku.